# Der Traum von Olympia

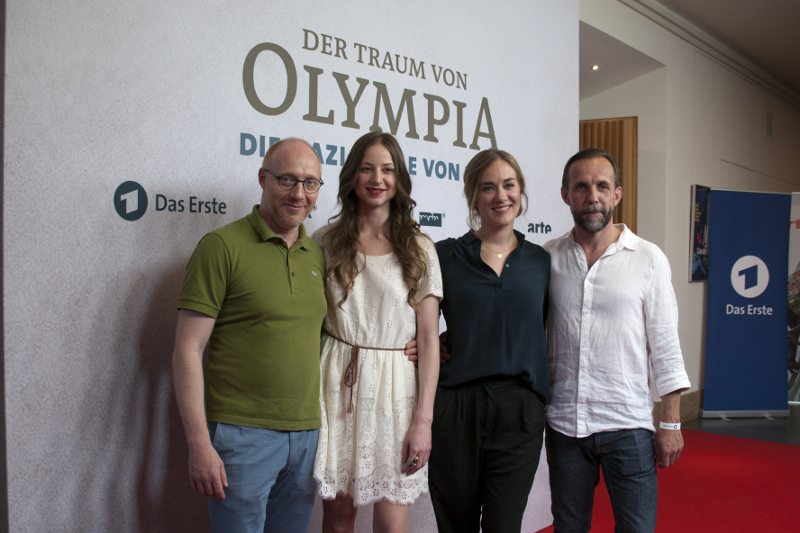
Simon Schwarz, Sandra von Ruffin, Annina Hellenthal, Gotthard Lange bei der Premiere am 11. Juli 2016 in Berlin

Der Traum von Olympia – Die Nazispiele von 1936 ist ein Dokudrama über die Olympischen Spiele 1936. Die Erstausstrahlung fand am 16. Juli 2016 bei Arte statt. Regie führten Mira Thiel und Florian Huber.

## Handlung
Der Film dreht sich um die jüdische Hochspringerin Gretel Bergmann, die kurzfristig von der Teilnahme ausgeschlossen wurde, und den Wehrmachtoffizier Wolfgang Fürstner, der den Bau des Olympischen Dorfes leitete.

## Hintergrund
Die Figur des Offiziers Wolfgang Fürstner durchbricht häufig die sogenannte vierte Wand und wendet sich direkt an den Zuschauer, in dem er aus der eigentlichen Handlung ausbricht und dem Zuschauer kurz seine Motive und Gefühle erläutert.

## Kritik
„Es ist das Verdienst nicht nur von Simon Schwarz, der seinem fallenden Helden eine ausreichende Ambivalenz mit auf den Weg in den Abgrund gibt, dass die Aufnahmen nicht überwältigen. Wenn die fiktiven Off-Kommentare von Bergmann und Fürstner die Macht der Bilder kontern oder sogar brechen, liegt das am versierten Drehbuchautor und Historiker Florian Huber.“